# Valherbasse
Valherbasse é uma comuna francesa na região administrativa de Auvérnia-Ródano-Alpes, no departamento de Drôme. Estende-se por uma área de 43.57 km². Em 2010 a comuna tinha 1 040 habitantes (densidade: 23,9 hab./km²).
Foi criada em 1 de janeiro de 2019, a partir da fusão das antigas comunas de Montrigaud (sede da comuna), Miribel e Saint-Bonnet-de-Valclérieux.